# Hyundai i10
Hyundai i10 — це компактні хетчбеки A-класу, що виробляються південнокорейською компанією Hyundai з 2007 року.
Ця модель є найменшою з Hyundai.

## Перше покоління

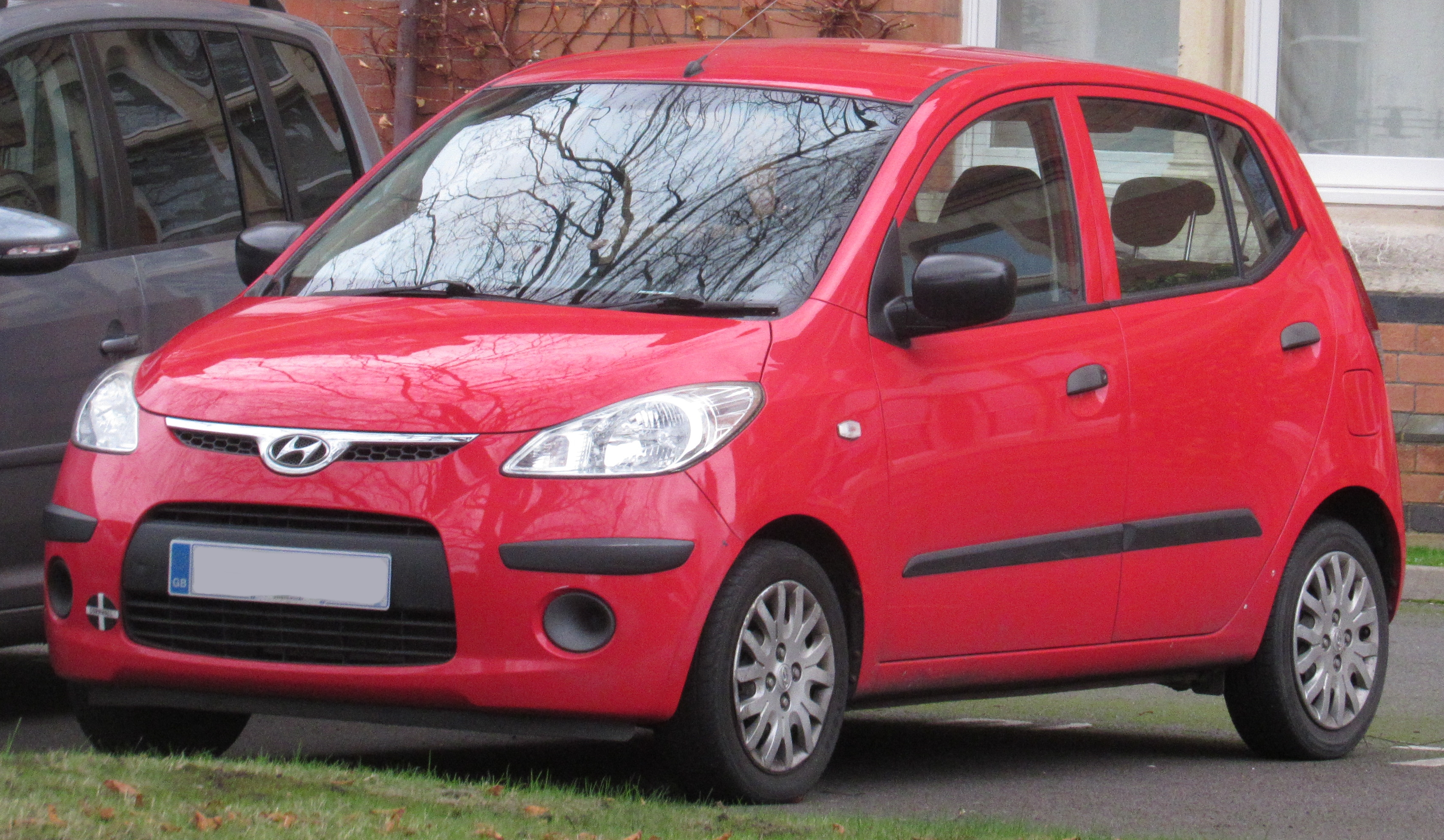
Hyundai i10 (2007-2011)

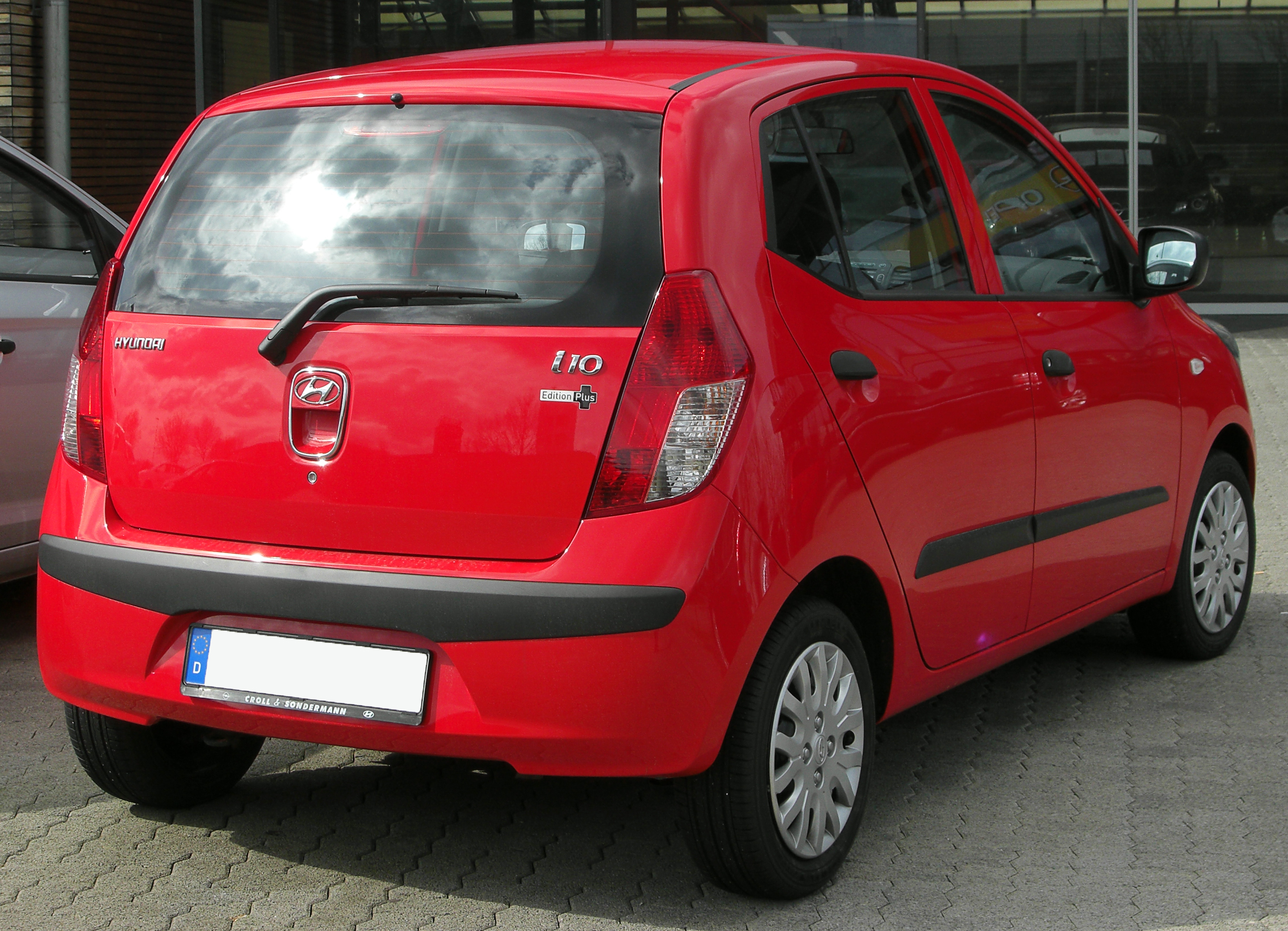
Hyundai i10 (2007-2011)

Hyundai почала розробку моделі i10, щоб замінити Atos. Автомобілю було дано кодову назву Hyundai PA. Hyundai планував виробляти i10 в Індії, так як там дуже популярні міські хетчбеки.
Перше покоління було представлено 31 жовтня 2007 року в Нью-Делі, Індія. Виготовлялося воно в Ченнаї, Індія.
В Європі автомобіль пропонувався в чотирьох комплектаціях: Classic, Style, Comfort і Eco Blue Version (версія з 1,0 літровим двигуном). Всі комплектації обладнані електричними склопідйомниками, системою АБС, кондиціонером, радіо і програвачем компакт-дисків RDS.
В 2011 року його модернізували.

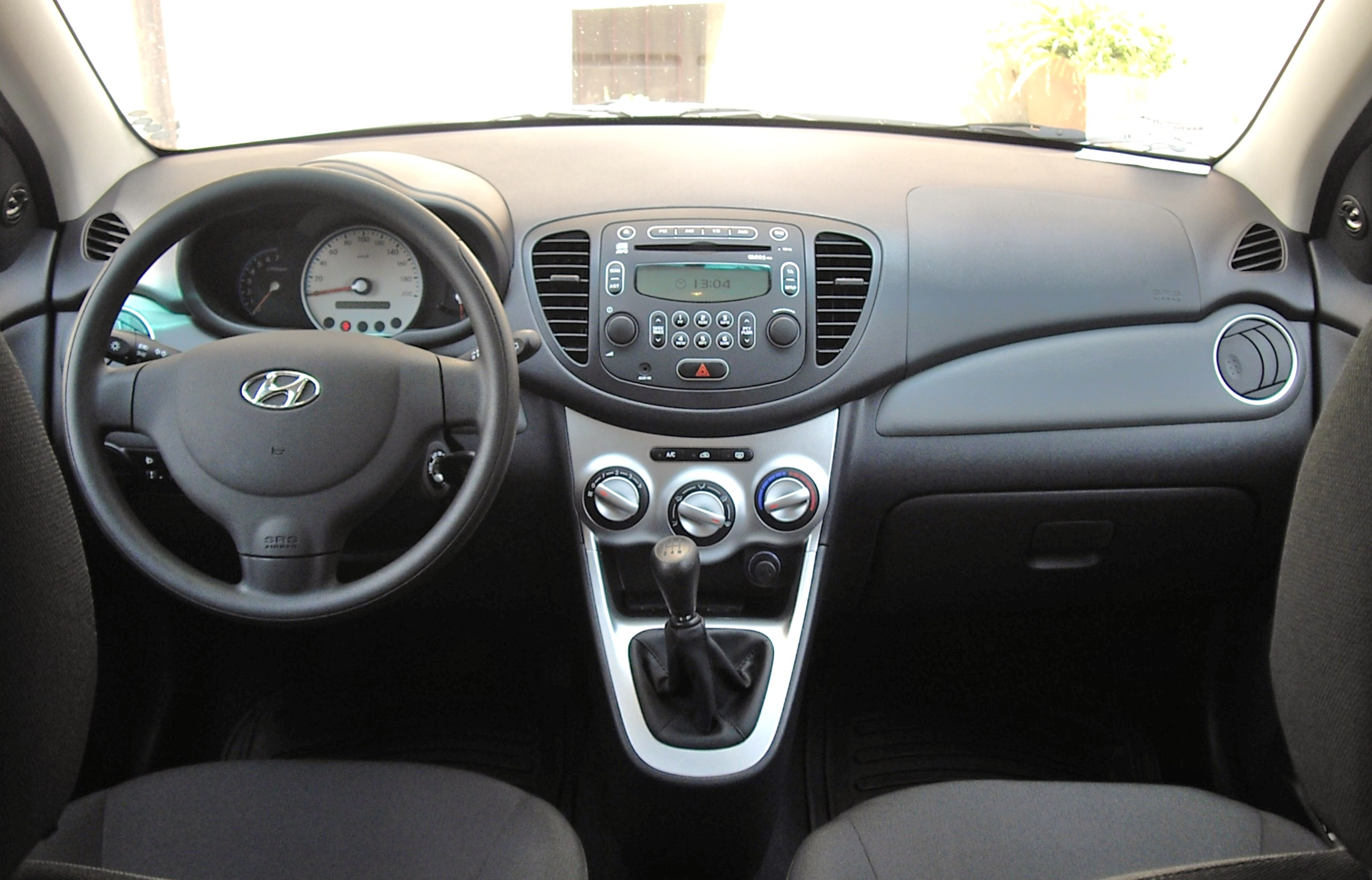
Салон Hyundai i10
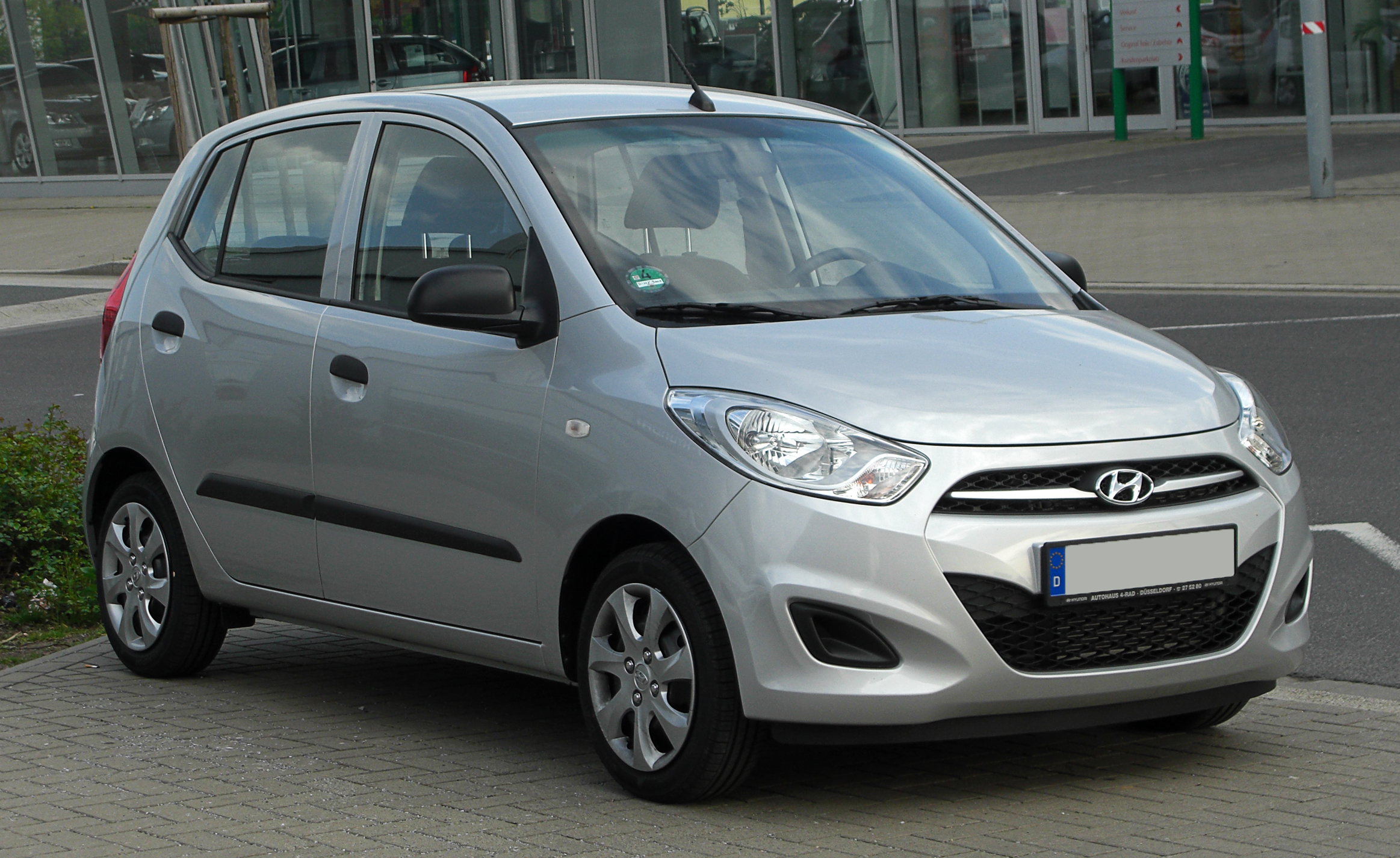
Hyundai i10 (з 2011)
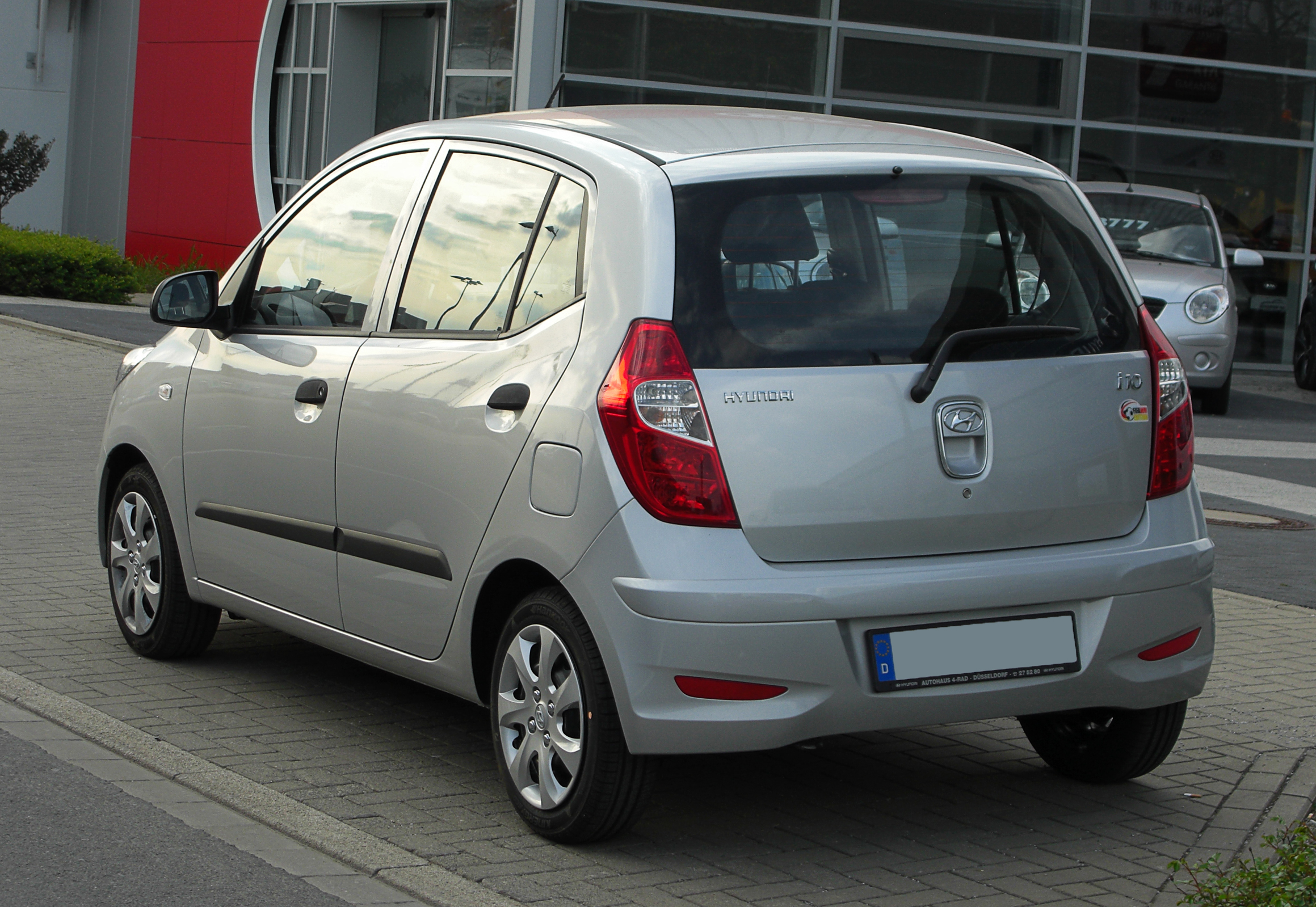
Hyundai i10 (з 2011)

### Двигуни
Бензинові:
- 1.0 L Kappa II I3
- 1.1 L Epsilon I4
- 1.2 L Kappa I4

Дизельний:
- 1.1 L U-Line I3

## Друге покоління

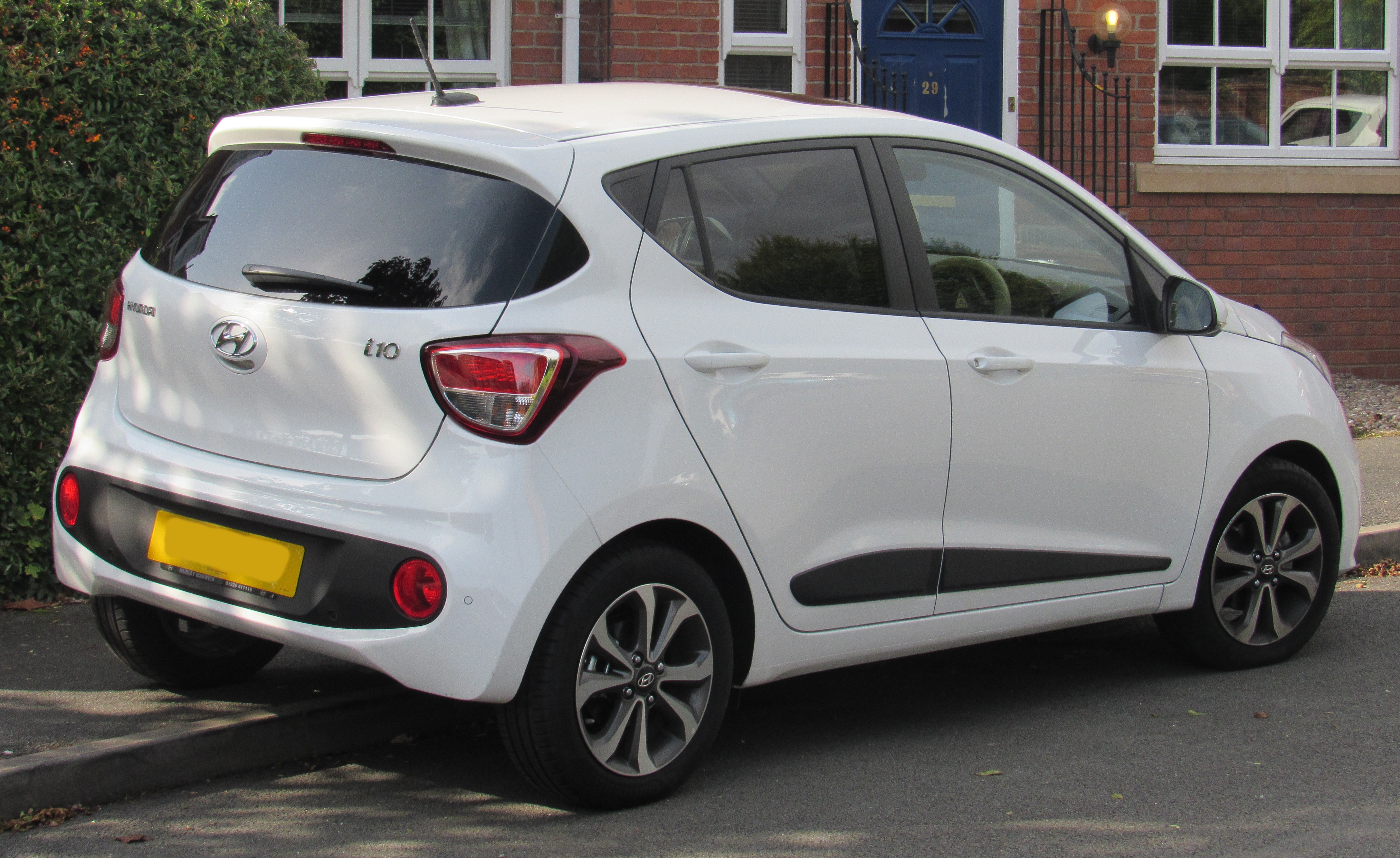
Hyundai i10 II

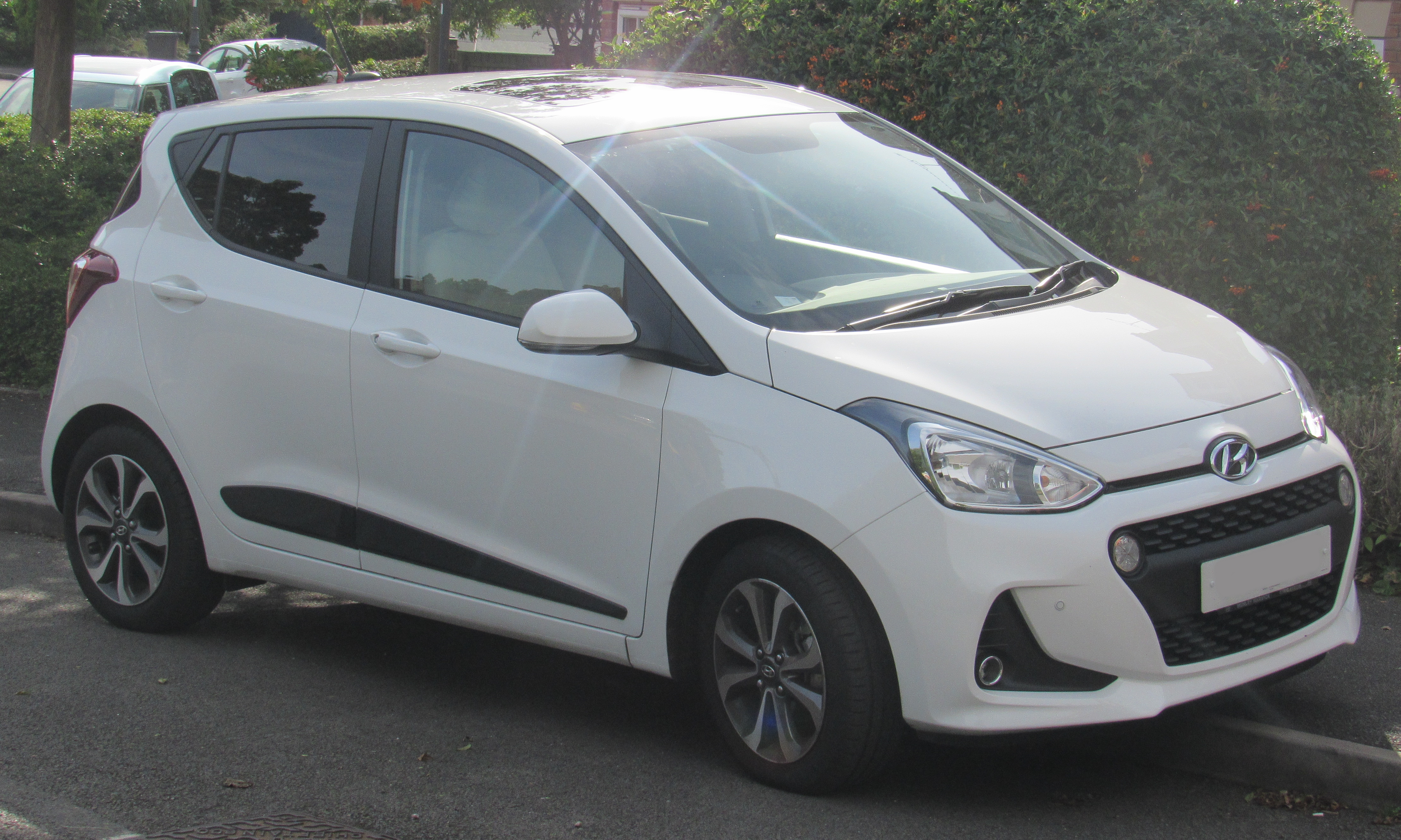
Hyundai i10 II

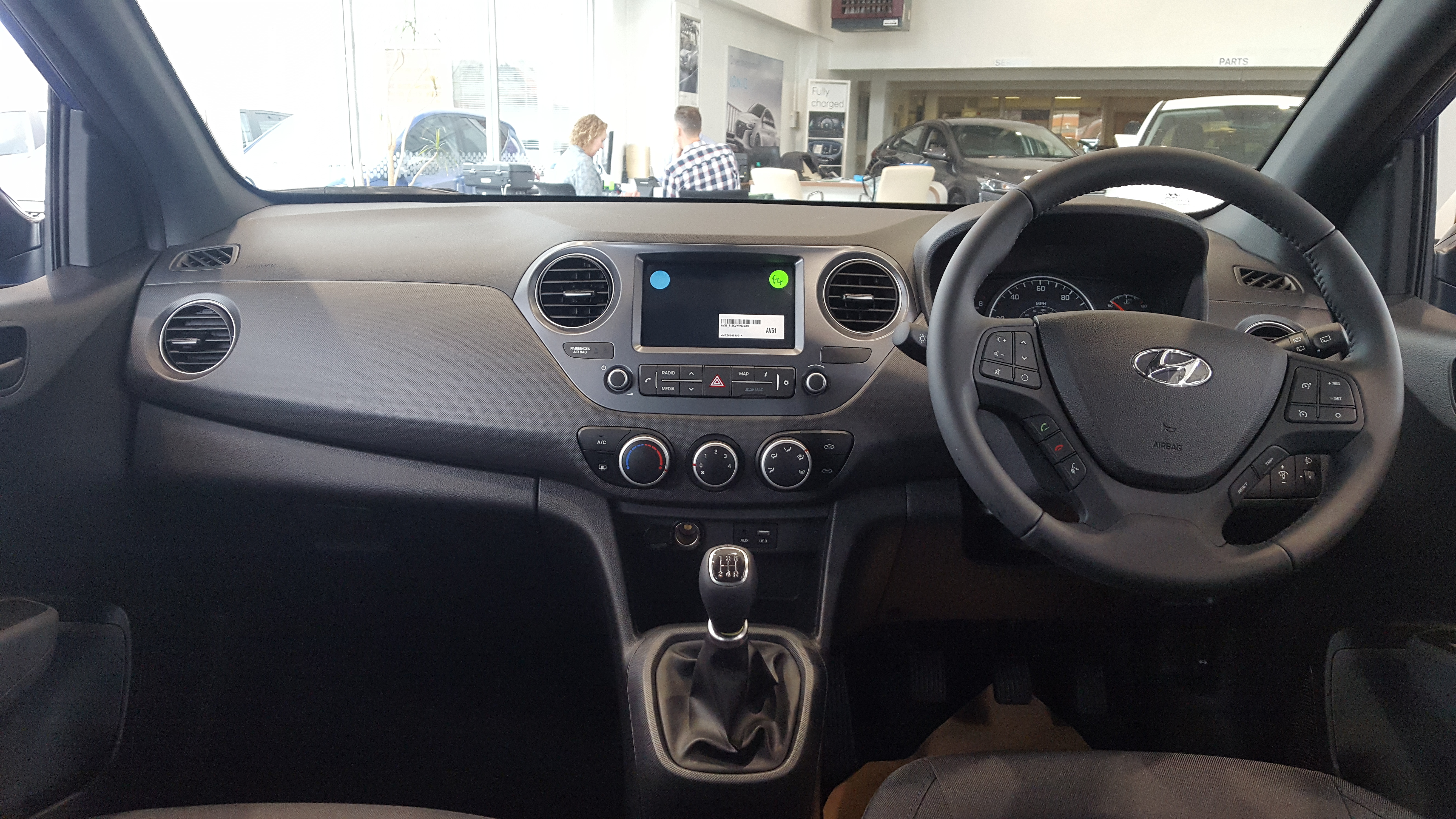

В 2013 році на Франкфуртському автосалоні представлене друге покоління Hyundai i10. Виробництво автомобіля стартувало листопаді 2013 року. Hyundai i10 став довшим, ширшим, але нижчим і легшим. Виробництво моделі здійснюється в Туреччині, а не в Індії, як попередник. Крім звичайної версії виготовляється і подовжена версія з приставкою Grand.
Після редизайну Хендай і10 зміг похвалитися поліпшеними функціями безпеки для водія і пасажирів, а також оновленим зовнішнім виглядом. Так, автомобіль став на 8 см довше і 6,5 см ширше. Змінилася і висота, так Хендай і10 став нижче на 5 см. Габарити автомобіля рівні: довжина - 3665 мм, ширина - 1660 мм, висота - 1500 мм, колісна база - 2385 мм. 
Якщо говорити про інтер'єр хетчбека, він значно змінився, так, там, де раніше був банальний однотонний сірий пластик, тепер переважають яскраві кольори і цікавіший дизайн. Широка приладова панель, обшита твердою пластмасою, робить салон візуально просторіше. Новий 7-дюймовий дисплей гармонійно вписується по центру приладової панелі і підтримує Apple CarPlay і Android Auto. Практичний салон автомобіля розрахований на 5 дорослих осіб, а багажний відсік здатний розмістити 252 літрів багажу з піднятими сидіннями і 1046 з опущеними. Варто згадати, що Hyundai i10 володіє наймісткішим багажним відсіком у своєму класі 
У список стандартного устаткування Hyundai i10 входить: антиблокувальна система гальм, дверні балки безпеки, система розподілу гальмівних зусиль, передні і задні шторки безпеки, передні і бічні подушки безпеки, замок «від дітей» на задніх дверях, кондиціонер, передні електросклопідйомники, підсилювач керма, тоновані стекла і задній склоочисник.

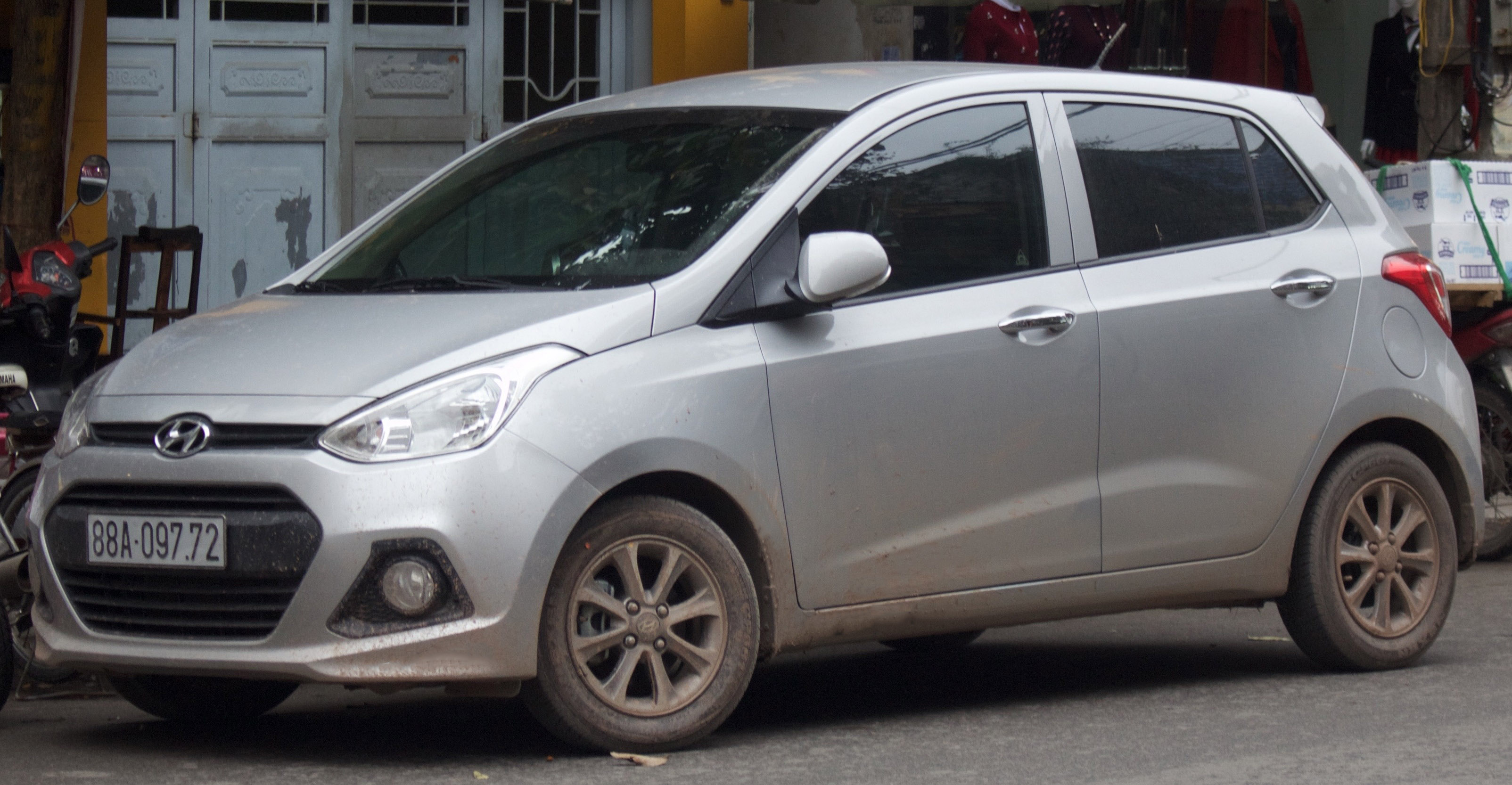
Hyundai Grand i10
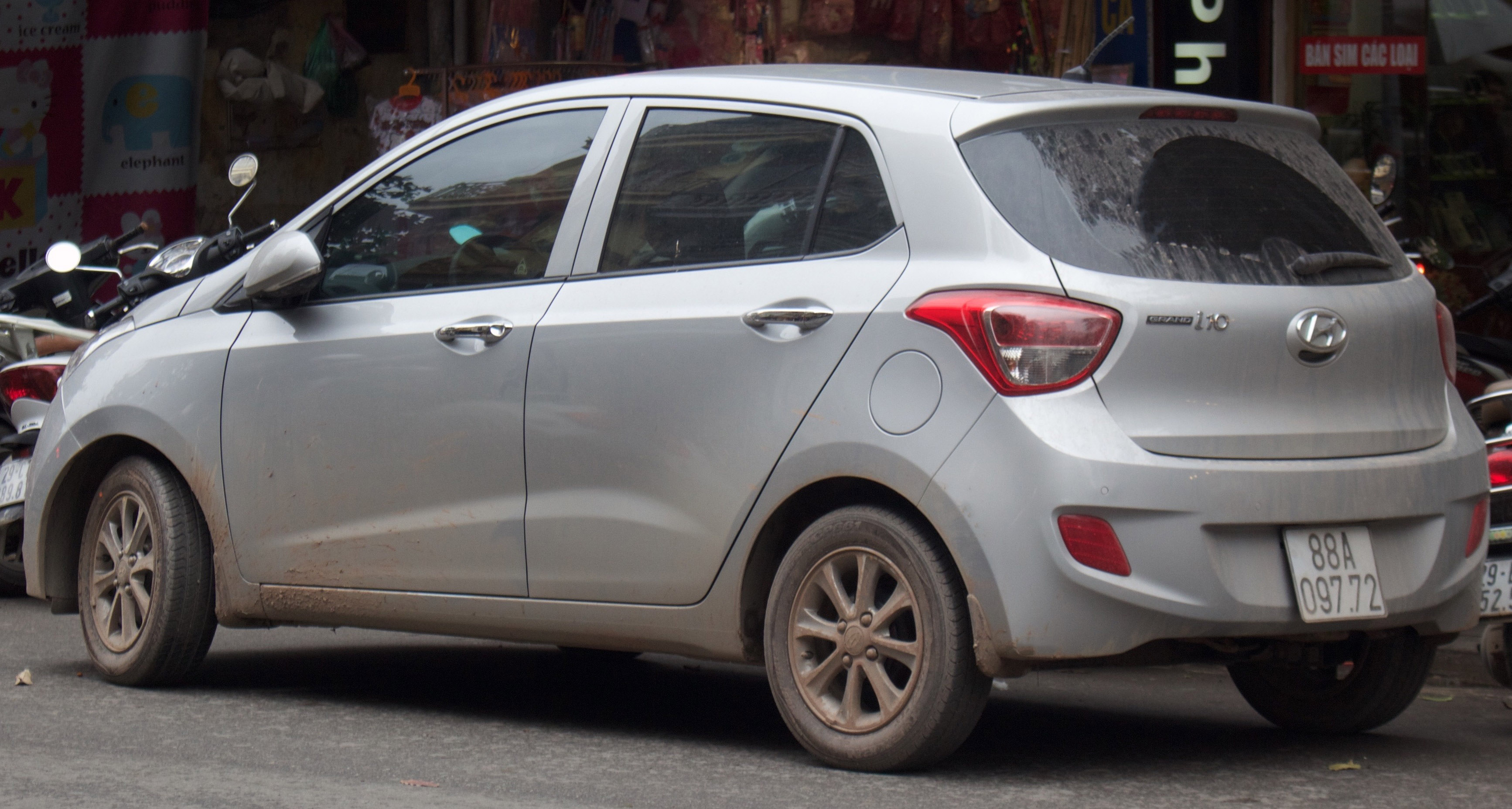
Hyundai Grand i10
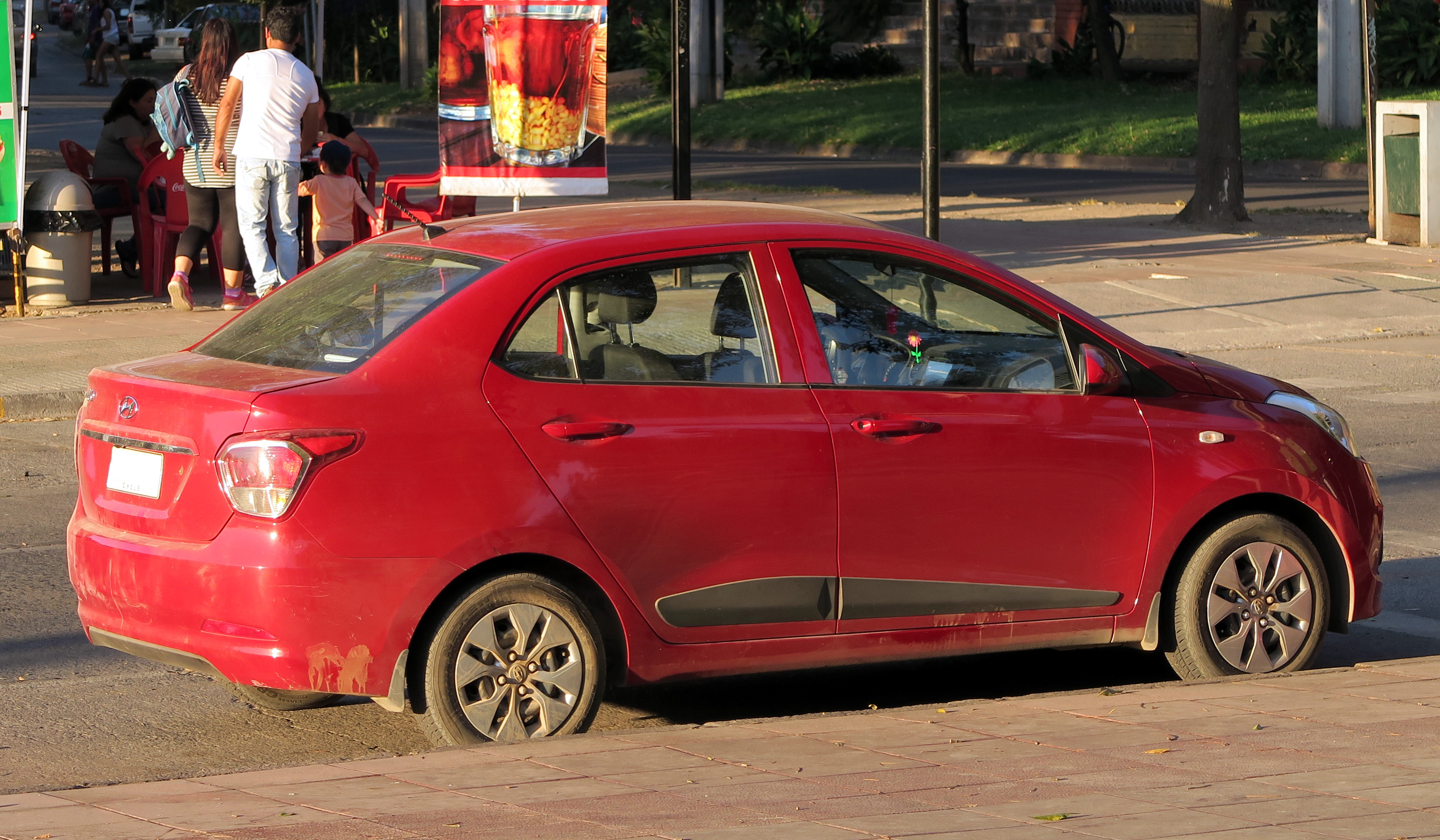
Hyundai Grand i10

### Двигуни
Бензинові:
- 1.0 L Kappa II MPi I3[23]
- 1.2 L Kappa II MPi I4

Бензин/LPG:
- 1.0 L Kappa II LPi I3

Дизельний:
- 1.1 L U II CRDi I3

## Третє покоління (LA; 2019–наш час)

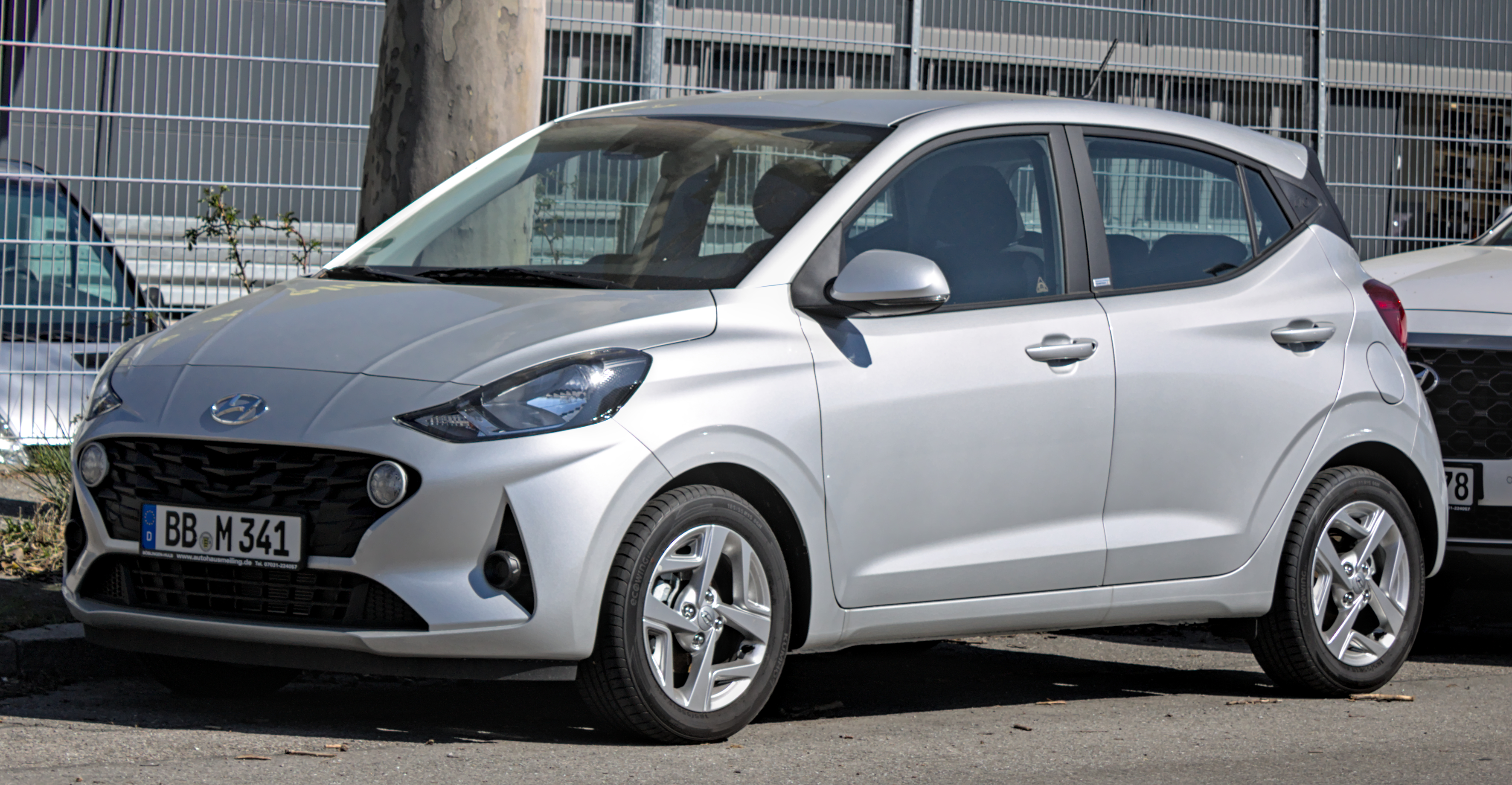
Hyundai i10 (LA)

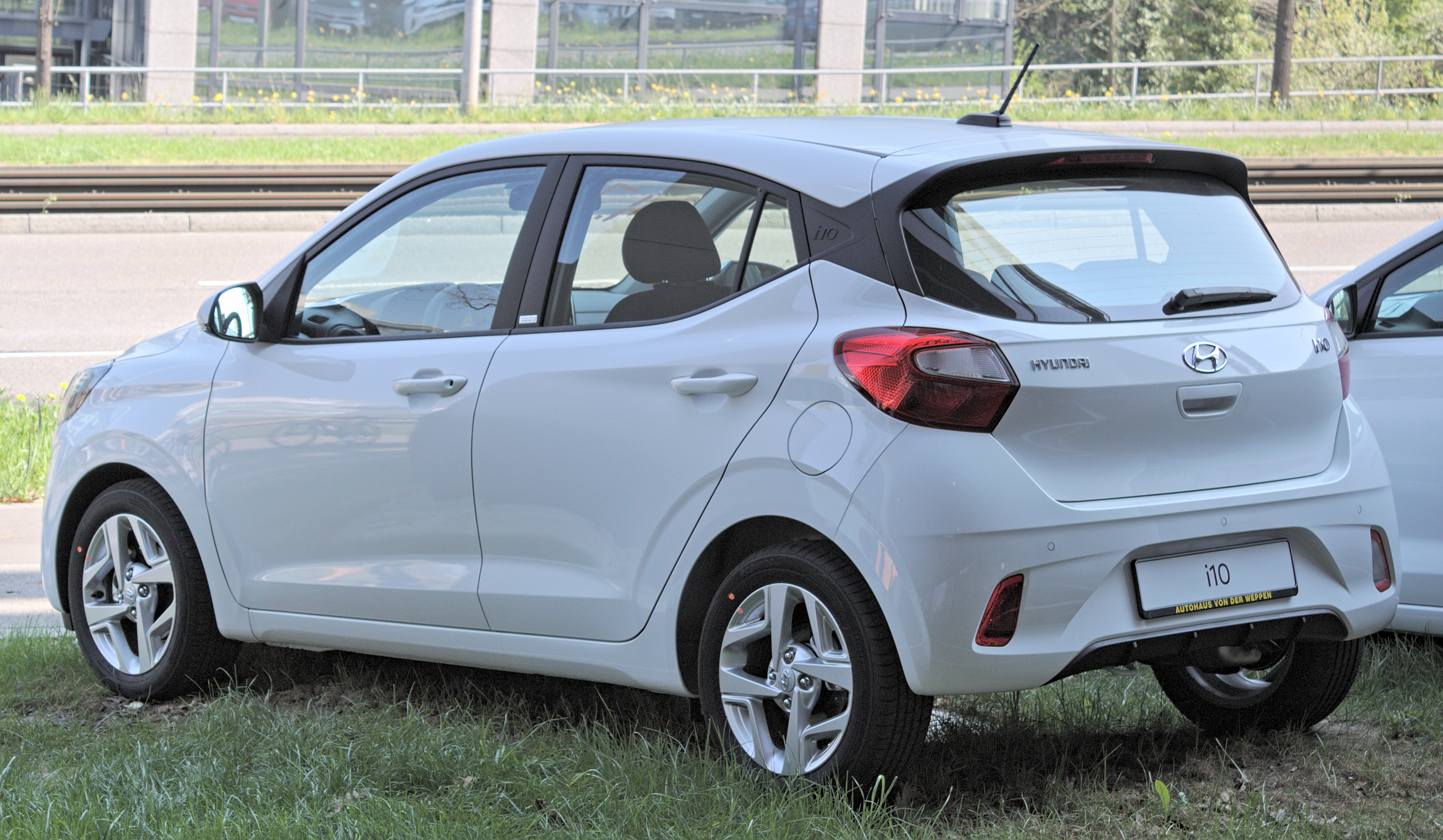
Hyundai i10 (LA)

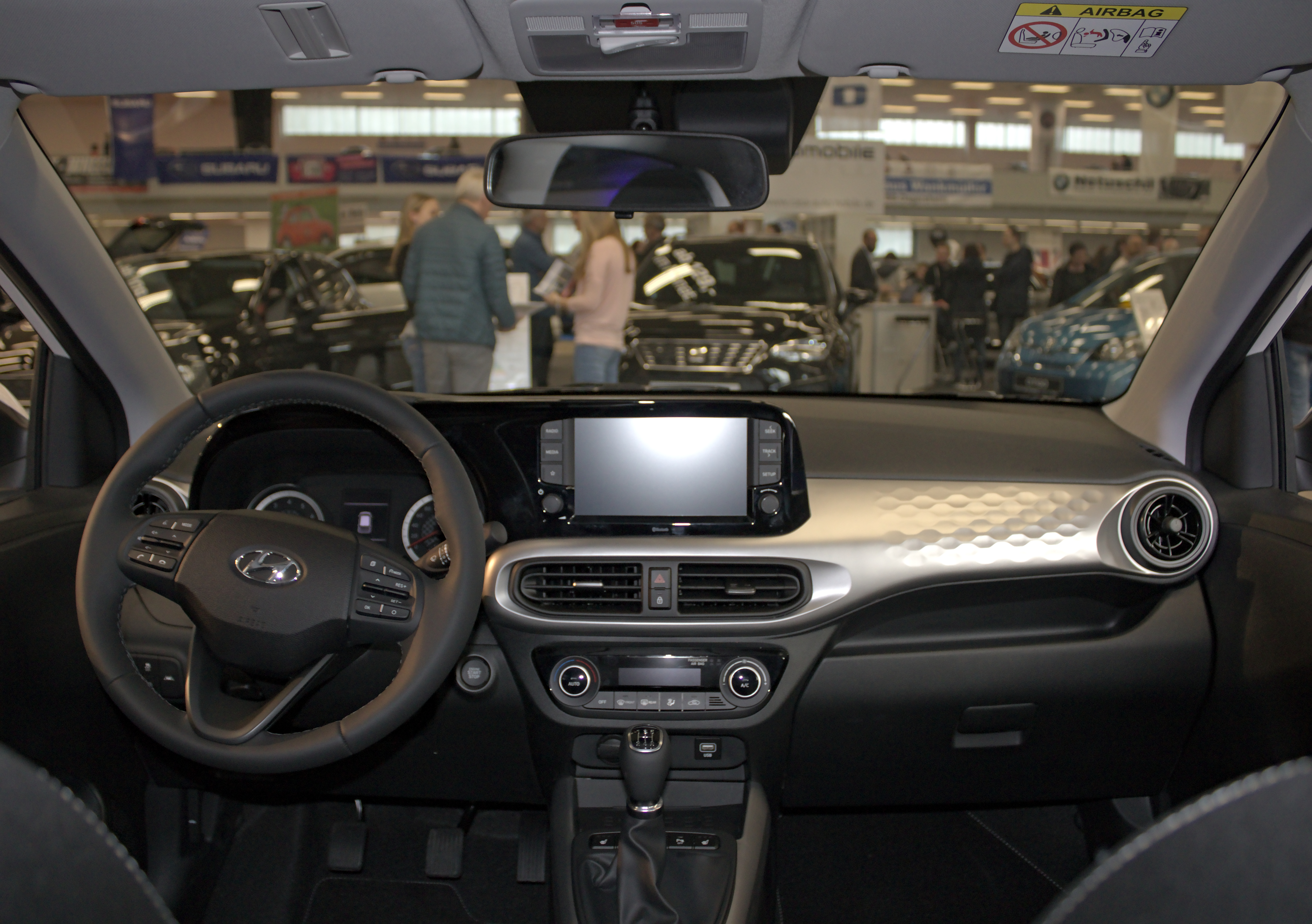

Третє покоління i10 було представлено в Індії 7 серпня 2019 року як Grand i10 Nios. Він був запущений 20 серпня 2019 року та пропонувався у 10 варіантах для бензинових та дизельних двигунів, а також ручних та автоматичних трансмісій.
Ця модель довша за попередню на 160 мм або на 40 мм за попередньою Grand i10, а також доступна з восьмидюймовою інформаційно-розважальною системою, SmartKey без клавішного запису із запуском/зупинкою двигуна, 5.3-в дюйма MID та звукової системи Arkamys.
Лінія i10 N була представлена на автосалоні у Франкфурті у вересні 2019 року зі спортивним зовнішнім дизайном.

### Двигуни
Бензинові:
- 1.0 L Kappa II MPI I3
- 1.0 L Kappa II T-GDI I3
- 1.0 L Smartstream G1.0 MPI I3
- 1.0 L Smartstream G1.0 T-GDI I3
- 1.2 L Kappa II MPI I4

Дизельний:
- 1.2 L U II CRDI I3

## Продажі
| рік  | Європа  | В'єтнам |
| ---- | ------- | ------- |
| 2007 | 353     |         |
| 2008 | 53,197  |         |
| 2009 | 109,424 |         |
| 2010 | 89,314  |         |
| 2011 | 72,380  |         |
| 2012 | 66,623  |         |
| 2013 | 60,324  |         |
| 2014 | 80,819  |         |
| 2015 | 86,004  |         |
| 2016 | 85,385  |         |
| 2017 | 90,603  |         |
| 2018 | 83,102  |         |
| 2019 | 78,791  | 18,088  |
| 2020 | 50,233  | 17,767  |